# رابرت لندزبرگ
رابرت لندزبرگ (به انگلیسی: Robert Landsburg) (زاده ۱۹۳۱–۱۹۸۰) یک عکاس آمریکایی از پورتلند، اورگن بود که در فوران ۱۸ مه ۱۹۸۰ کوه سنت هلن کشته شد.
در هفته‌های قبل از فوران، لندزبرگ برای تهیه عکس‌های آتشفشان در حال فعالیت، بارها به آن مناطق رفته بود. در صبح ۱۸ مه، وی در فاصله چند مایلی قلهٔ آتشفشان بود. در زمان فوران آتشفشان، لندزبرگ متوجه شد که در برابر ابرهای خاکستر آتشفشانی که به وی نزدیک می‌شدند، شانسی برای زنده ماندن ندارد. او تا جایی که می‌توانست به عکس گرفتن ادامه داد. سپس دوربین را درون کیفش قرار داد و سعی کرد با بدنش کیف را بپوشاند و به این شکل از دوربین و فیلم داخل آن محافظت کند. ۱۷ روز بعد، جسد لندزبرگ که در خاکستر آتشفشانی مدفون شده بود، بر روی کیفش پیدا شد. پس از آن‌که عکس‌ها چاپ شدند، اطلاعات ارزشمندی دربارهٔ آن فوران تاریخی در اختیار زمین‌شناسان قرار گرفت.